# Seznam dílů seriálu Noční směna
Toto je seznam dílů seriálu Noční směna.

## Přehled řad
| Řada | Díly | Premiéra v USA  | Premiéra v USA    | Premiéra v ČR  | Premiéra v ČR  |
| Řada | Díly | První díl       | Poslední díl      | První díl      | Poslední díl   |
| ---- | ---- | --------------- | ----------------- | -------------- | -------------- |
| 1    | 8    | 27. května 2014 | 15. července 2014 | 13. října 2015 | 23. října 2015 |
| 2    | 14   | 23. února 2015  | 18. května 2015   | 1. srpna 2016  | 18. srpna 2016 |
| 3    | 13   | 1. června 2016  | 31. srpna 2016    | 15. září 2018  | 27. září 2018  |
| 4    | 10   | 22. června 2017 | 31. srpna 2017    | 28. září 2018  | 7. října 2018  |

## Seznam dílů

### První řada (2014)
| Č. v seriálu | Č. v řadě | Původní název    | Český název     | Režie              | Scénář                     | Premiéra v USA    | Premiéra v ČR  |
| ------------ | --------- | ---------------- | --------------- | ------------------ | -------------------------- | ----------------- | -------------- |
| 1            | 1         | Pilot            | —               | Pierre Morel       | Gabe Sachs a Jeff Judah    | 27. května 2014   | 13. října 2015 |
| 2            | 2         | Second Chances   | Druhá šance     | Bill Johnson       | Gabe Sachs a Jeff Judah    | 3. června 2014    | 14. října 2015 |
| 3            | 3         | Hog Wild         | Divočina        | Sanford Bookstaver | Corey Evett a Matt Partney | 10. června 2014   | 15. října 2015 |
| 4            | 4         | Grace Under Fire | Bitva o Alamo   | Kevin Dowling      | Dailyn Rodriguez           | 17. června 2014   | 16. října 2015 |
| 5            | 5         | Storm Watch      | V bouři         | Eriq La Salle      | Bridget Bedard             | 24. června 2014   | 20. října 2015 |
| 6            | 6         | Coming Home      | Návrat domů     | David Boyd         | Janet Lin                  | 1. července 2014  | 21. října 2015 |
| 7            | 7         | Blood Brothers   | Pokrevní bratři | Martha Coolidge    | Zachary Lutsky             | 8. července 2014  | 22. října 2015 |
| 8            | 8         | Save Me          | Zachraň mě      | Vincent Misiano    | Gabe Fonseca               | 15. července 2014 | 23. října 2015 |

### Druhá řada (2015)
| Č. v seriálu | Č. v řadě | Původní název          | Český název        | Režie               | Scénář                              | Premiéra v USA  | Premiéra v ČR  |
| ------------ | --------- | ---------------------- | ------------------ | ------------------- | ----------------------------------- | --------------- | -------------- |
| 9            | 1         | Recovery               | Ztráty a nálezy    | Eriq La Salle       | Gabe Sachs a Jeff Judah             | 23. února 2015  | 1. srpna 2016  |
| 10           | 2         | Back at the Ranch      | Divoká párty       | Timothy Busfield    | Bridget Bedard a Dailyn Rodriguez   | 2. března 2015  | 2. srpna 2016  |
| 11           | 3         | Eyes Look at Your Last | Romeo a Julie      | Eriq La Salle       | Zachary Lutsky                      | 9. března 2015  | 3. srpna 2016  |
| 12           | 4         | Shock to the Heart     | Čas na rozloučenou | David Boyd          | Tawnya Bhattacharya a Ali Laventhol | 16. března 2015 | 4. srpna 2016  |
| 13           | 5         | Ghosts                 | Duchové            | David Boyd          | Tom Garrigus                        | 23. března 2015 | 5. srpna 2016  |
| 14           | 6         | Fog of War             | V mlze války       | Jason Priestley     | Matthew V. Lewis                    | 24. března 2015 | 8. srpna 2016  |
| 15           | 7         | Need to Know           | Nová poznání       | Jay Chandrasekhar   | Gabe Fonseca                        | 30. března 2015 | 9. srpna 2016  |
| 16           | 8         | Best Laid Plans        | Promyšlené plány   | Tara Nicole Weyr    | Dennis Saavedra Saldua              | 6. dubna 2015   | 10. srpna 2016 |
| 17           | 9         | Parenthood             | Rodičovské trable  | David Boyd          | Dailyn Rodriguez                    | 13. dubna 2015  | 11. srpna 2016 |
| 18           | 10        | Aftermath              | Biostřepina        | Allison Liddi-Brown | Tawnya Bhattacharya a Ali Laventhol | 20. dubna 2015  | 12. srpna 2016 |
| 19           | 11        | Hold On                | Rodeo              | Timothy Busfield    | Matthew V. Lewis                    | 27. dubna 2015  | 15. srpna 2016 |
| 20           | 12        | Moving On              | Jede se dál        | Eriq La Salle       | Jon W. Fong                         | 4. května 2015  | 16. srpna 2016 |
| 21           | 13        | Sunrise, Sunset        | Pod palbou         | Kevin Hooks         | Zachary Lutsky a Tom Garrigus       | 11. května 2015 | 17. srpna 2016 |
| 22           | 14        | Darkest Before Dawn    | Temno před úsvitem | Eriq La Salle       | Milla Bell-Hart a Gabe Fonseca      | 18. května 2015 | 18. srpna 2016 |

### Třetí řada (2016)
| Č. v seriálu | Č. v řadě | Původní název                   | Český název       | Režie             | Scénář                        | Premiéra v USA    | Premiéra v ČR |
| ------------ | --------- | ------------------------------- | ----------------- | ----------------- | ----------------------------- | ----------------- | ------------- |
| 23           | 1         | The Times They Are A-Changin'   | Časy se mění      | Timothy Busfield  | Gabe Sachs a Jeff Judah       | 1. června 2016    | 15. září 2018 |
| 24           | 2         | The Thing with Feathers         |                   | Timothy Busfield  | Tom Garrigus                  | 8. června 2016    | 16. září 2018 |
| 25           | 3         | The Way Back                    | Návrat domů       | Tara Nicole Weyr  | Janet Lin                     | 15. června 2016   | 17. září 2018 |
| 26           | 4         | Three-Two-One                   | Uprostřed davu    | Oz Scott          | Zachary Lutsky                | 22. června 2016   | 18. září 2018 |
| 27           | 5         | Get Busy Livin'                 | Zaměř se na život | Dailyn Rodriguez  | Gabe Fonseca                  | 29. června 2016   | 19. září 2018 |
| 28           | 6         | Hot in the City                 | Horká vlna        | Darnell Martin    | Nicole Rubio                  | 29. června 2016   | 20. září 2018 |
| 29           | 7         | By Dawn's Early Light           | Ohňostroj         | Louis Shaw Milito | Brian Anthony                 | 6. července 2016  | 21. září 2018 |
| 30           | 8         | All In                          | Vabank            | Tara Nicole Weyr  | Milla Bell-Hart               | 13. července 2016 | 22. září 2018 |
| 31           | 9         | Unexpected                      | Výbuch            | Marisol Adler     | Janet Lin                     | 27. července 2016 | 23. září 2018 |
| 32           | 10        | Between a Rock and a Hard Place | Druhá šance       | Jeff Judah        | Tom Garrigus a Zachary Lutsky | 3. srpna 2016     | 24. září 2018 |
| 33           | 11        | Trust Issues                    | Otázka důvěry     | Oz Scott          | Dailyn Rodriguez              | 3. srpna 2016     | 25. září 2018 |
| 34           | 12        | Emergent                        | Nouzová situace   | Timothy Busfield  | Brian Anthony a Gabe Fonseca  | 24. srpna 2016    | 26. září 2018 |
| 35           | 13        | Burned                          | Spáleniště        | Tara Nicole Weyr  | Tom Garrigus                  | 31. srpna 2016    | 27. září 2018 |

### Čtvrtá řada (2017)
| Č. v seriálu | Č. v řadě | Původní název    | Český název     | Režie            | Scénář                         | Premiéra v USA    | Premiéra v ČR |
| ------------ | --------- | ---------------- | --------------- | ---------------- | ------------------------------ | ----------------- | ------------- |
| 36           | 1         | Recoil           | Rozvrat         | Marisol Adler    | Brian Anthony                  | 22. června 2017   | 28. září 2018 |
| 37           | 2         | Off the Rails    | Vykolejení      | Oz Scott         | Tom Garrigus                   | 29. června 2017   | 29. září 2018 |
| 38           | 3         | Do No Harm       | Neublížit       | Marisol Adler    | Milla Bell-Hart                | 6. července 2017  | 30. září 2018 |
| 39           | 4         | Control          | Pod kontrolou   | Oz Scott         | Joe Hortua                     | 13. července 2017 | 1. října 2018 |
| 40           | 5         | Turbulence       | Turbulence      | Timothy Busfield | Alan McElroy                   | 20. července 2017 | 2. října 2018 |
| 41           | 6         | Family Matters   | Rodina nade vše | Eoin Macken      | Tom Garrigus                   | 27. července 2017 | 3. října 2018 |
| 42           | 7         | Keep the Faith   | Udrž si víru    | Timothy Busfield | Brian Anthony                  | 10. srpna 2017    | 4. října 2018 |
| 43           | 8         | R3B0OT           | Hackeři         | Terrell Clegg    | Tom Garrigus a Shannon Sommers | 17. srpna 2017    | 5. října 2018 |
| 44           | 9         | Land of the Free | Země svobody    | Gabe Sachs       | Francesca Butler               | 24. srpna 2017    | 6. října 2018 |
| 45           | 10        | Resurgence       | Zmrtvýchvstání  | Jeff Judah       | Brian Anthony                  | 31. srpna 2017    | 7. října 2018 |